# Claus Theo Gärtner
Claus Theo Gärtner (Berlino, 19 aprile 1943) è un attore tedesco.
È internazionalmente conosciuto per il ruolo dell'investigatore Josef Matula, il personaggio principale della serie tedesca Un caso per due (Ein Fall für zwei).

## Biografia
Gärtner ha trascorso la sua giovinezza in Austria, negli Stati Uniti e nel Sud-est asiatico. Dopo aver studiato musica a Braunschweig e Hannover, ha fatto il suo debutto in teatro a Gottinga. Durante gli anni giovanili ha partecipato attivamente alle iniziative dell'associazione degli studenti socialisti tedeschi. Dal'11 settembre 1981 al 29 marzo 2013 ha interpretato l'investigatore privato Josef Matula in tutti 300 episodi della serie televisiva poliziesca Un caso per due, di alcuni dei quali è stato anche regista.

### Vita privata
Gärtner è anche noto come un appassionato di auto: dal 1967 ha partecipato a numerose gare automobilistiche e ha guidato le auto come collaudatore per un produttore tedesco; inoltre, nella serie Un caso per due, oltre a guidare vari modelli di Alfa Romeo compie personalmente le manovre automobilistiche che si vedono sulla scena. Il 20 settembre 2008, dopo un fidanzamento durato sei anni, ha sposato Sarah Würgler a Winterthur. È residente a Basilea.

## Filmografia parziale

### Cinema
- Layout, regia di Hans-Albert Piper (1968)
- Jaider, der einsame Jäger, regia di Volker Vogeler (1971)
- Zoff, regia di Eberhard Pieper (1972)
- Einer von uns beiden, regia di Wolfgang Petersen (1974)
- Familienglück, regia di Ingo Kratisch (1975)
- Winterspelt 1944, regia di Eberhard Fechner (1978)
- Vigilia di guerra (Die erste Polka), regia di Klaus Emmerich (1979)
- Uindii, regia di Masato Harada (1984)
- Sind Sie Luigi?, regia di Stephan Brüggenthies - cortometraggio (2000)
- Ein Hauch von Zeit, regia di Tom Kolinski - cortometraggio (2003)
- Der Pralinenmörder, regia di Bernd Schneider (2004)

### Televisione
- Operazione Ganymed (Operation Ganymed), regia di Rainer Erle - film TV, (1977)
- Un caso per due (Ein Fall für zwei) - serie TV, 301 episodi (1981-2015)